# Pseudomonas cichorii
Espèce
Pseudomonas cichorii est une espèce de protéobactéries de la famille des Pseudomonadaceae.
Cette bactérie tellurique Gram-négative est un agent pathogène des plantes.
Elle a une vaste gamme de plantes-hôtes et peut avoir des effets économiques importants sur des cultures maraîchères telles que la laitue, le céleri et le chrysanthème.
Pseudomonas cichorii a été d'abord isolée sur l'endive (Cichorium endivia), à laquelle elle doit son épithète spécifique, cichorii. 